# ماروآریوو آنکازومانگا
ماروآریوو آنکازومانگا (انگلیسی: Maroarivo Ankazomanga) یک منطقهٔ مسکونی در ماداگاسکار است که در بخش بتیوکی-آتسیمو واقع شده‌است.